# Paolo Duterte
Paolo "Pulong" Zimmerman Duterte (ur. 24 marca 1975) – filipiński polityk.

## Życiorys
Urodził się w Davao, jako najstarszy syn Rodriga Duterte oraz Elizabeth Zimmerman. Od strony ojca pochodzi z rodziny o pewnych tradycjach politycznych. Nie należy ona przy tym jednocześnie do tradycyjnej elity, nie ma przykładowo znaczących posiadłości ziemskich. Głos oddany zatem na jednego z jej przedstawicieli bywa często postrzegany przez wyborców jako głos protestu przeciwko zastałemu porządkowi.
Paolo Duterte kształcił się początkowo na Philippine Women’s College (PWC) w rodzinnym mieście, placówkę tę ukończył w 1991. Uzyskał licencjat z zakresu bankowości i finansów na University of Mindanao (2001), magisterium z administracji publicznej na University of Southeastern Philippines (2009), wreszcie doktorat z administracji publicznej na Lyceum-Northwestern University (2015).
W życie polityczne zaangażował się wcześnie, w zdominowanym przez swego ojca mieście. W 2007 wybrany został kapitanem, zatem szefem władz barangayu Catalunan Grande. Mianem barangayu określa się najmniejszą, podstawową jednostkę podziału administracyjnego Filipin. Funkcję tę pełnił do 2013. Szybko wszedł do kierownictwa stowarzyszenia zrzeszającego kapitanów barangayów (2008), co jednocześnie pozwoliło mu wejść do rady miejskiej Davao. Między 2011 a 2013 był krajowym wiceprzewodniczącym Liga ng Mga Barangay reprezentującym Mindanao. W 2013 został wybrany zastępcą burmistrza Davao, funkcję tę wykonywał aż do początku 2018.
Od 2019 zasiada w filipińskiej Izbie Reprezentantów. Reelekcję uzyskiwał w 2022 oraz 2025. Między 2019 a 2020 był wiceprzewodniczącym tej izby parlamentu. Doczekał się pięciorga dzieci, jak również dwójki wnuków. Podobnie jak wielu filipińskich polityków jest wolnomularzem, przynależy do loży masońskiej w rodzinnym mieście. 
Pojawiają się wobec niego oskarżenia o współudział w przemycie narkotyków. Jego znany z barwnego języka ojciec stwierdził, że doprowadziłby do zabicia syna, w sytuacji, jeśli owe oskarżenia zostałyby potwierdzone.